# Vogeluhr

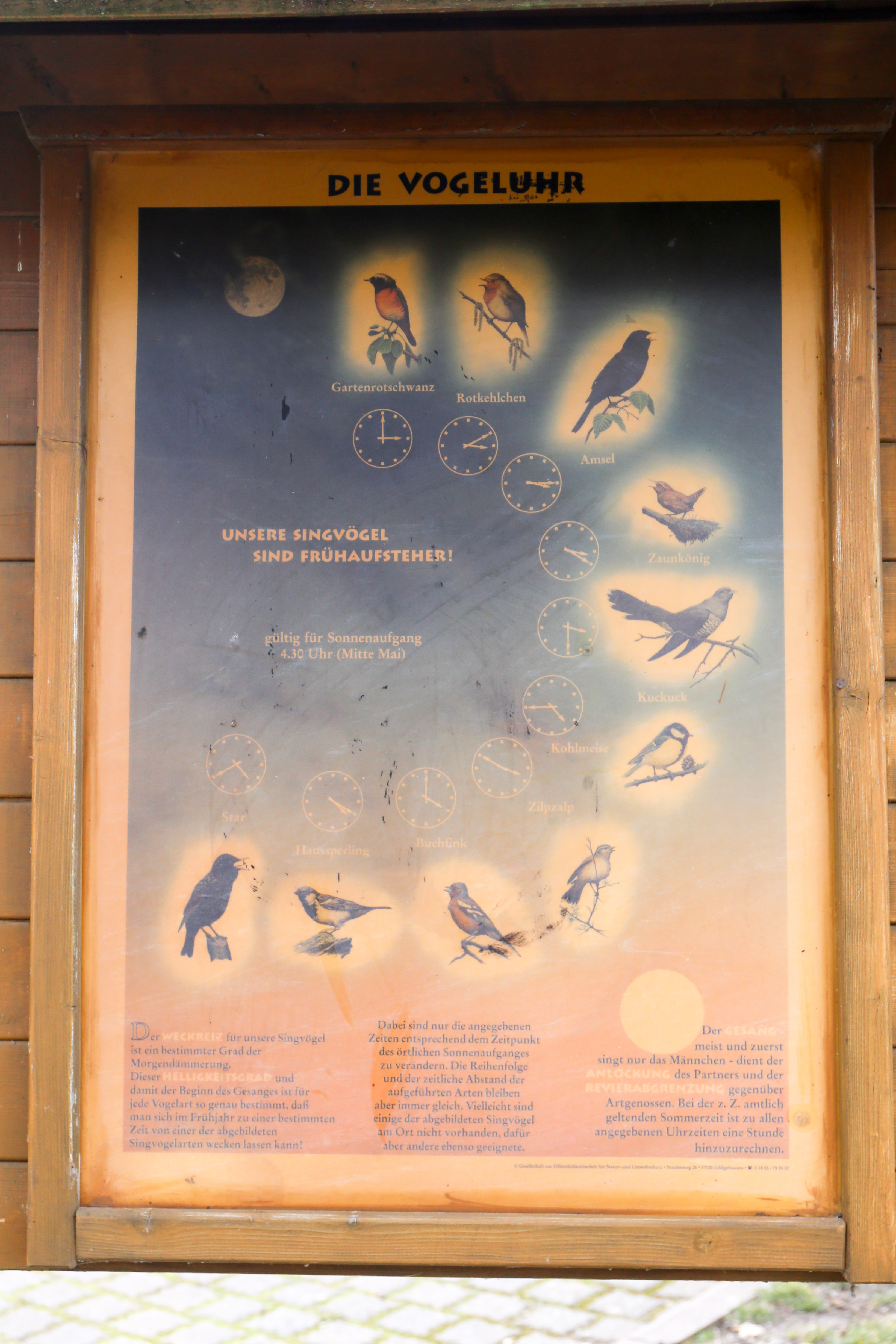
Darstellung einer Vogeluhr

Als Vogeluhr wird die ungefähre zeitliche Abfolge von Vogelstimmen verschiedener Arten bezeichnet, mit der anhand des jeweiligen Gesangs oder Rufes eine grobe Schätzung der Uhrzeit möglich ist. Die Vogeluhr basiert darauf, dass unterschiedliche Vogelarten zu verschiedenen Zeitpunkten in den frühen Morgenstunden mit dem Gesang beginnen. Eine bestimmte Spanne im Verlauf der morgendlichen Dämmerung ist für einzelne Arten von Singvögeln je ein spezifischer Anreiz.
Wann eine Vogelart mit dem Gesang beginnt, wird stark von der Umgebungshelligkeit beeinflusst und damit vom Zeitpunkt des Sonnenaufgangs, der wiederum von der Jahreszeit und dem geographischen Ort abhängig ist.
Grafische Darstellungen einer Vogeluhr finden sich oft an Waldlehr- oder Naturlehrpfaden.

## Biologische Bedeutung
Der Vogelgesang hat einen exogenen Rhythmus, der jahreszeitlich und tageszeitlich von Umgebungsreizen abhängt, insbesondere von Helligkeit, Wärme und Geräuschen – dazu können dann auch die Stimmen anderer Vögel zählen. Das Singen der Vögel dient auf der einen Seite der Revierabgrenzung und andererseits dem Anlocken des Weibchens. Der Gesang als Sozialverhalten ist so unter zweierlei Perspektiven zu verstehen – der singende Vogel stellt damit territorial den Anspruch auf ein Gebiet und generativ die Option für einen Partner dar. Die individuelle Ausprägung eines Gesangs kann in seiner Stärke, Dauer, Wiederholung und Abwandlung abhängig vom Zustand des Vogels und den Umständen seines Reviers variieren und auf diese Weise auch aktuelle Bedingungen für ein mögliches Brutgeschäft wiedergeben.
Ein Singen zu besonderen Zeiten ermöglicht eine bessere Ortsbestimmung von verschiedenen Individuen der jeweiligen Art. Die räumliche Zuordnung des Gesanges eines gewissen Vogelmännchens innerhalb einer Art wird deutlicher, wenn dessen Stimme nicht im Chor von irgendwelchen anderen untergeht, sondern in Konkurrenz mit ähnlichen zu hören ist.

## Beispiel einer Vogeluhr
Die nachstehende Auflistung gibt den beginnenden Gesang verschiedener Singvögel in einer Abfolge wieder, wie sie in etwa für das Schweizer Mittelland gilt. Die ungefähren Zeitangaben sind relativ auf den Sonnenaufgang bezogen und können je nach Wetter, Jahreszeit, Region und Lebensraum variieren.
| Zeit          | Vogel           | Gesang |
| ------------- | --------------- | ------ |
| -90 Min.      | Hausrotschwanz  |        |
| -75 Min.      | Singdrossel     |        |
| -60 Min.      | Amsel           |        |
| -50 Min.      | Rotkehlchen     |        |
| -40 Min.      | Zaunkönig       |        |
| -30 Min.      | Buchfink        |        |
| -10 Min.      | Zilpzalp        |        |
| - 5 Min.      | Kohlmeise       |        |
| Sonnenaufgang |                 |        |
| + 5 Min.      | Mönchsgrasmücke |        |
| +15 Min.      | Distelfink      |        |
| +30 Min.      | Grünfink        |        |